# Rechin
Rechinii, din franceză requin, (ordinul Selachimorpha) sunt pești cu schelet cartilaginos și cu un corp hidrodinamic. Există peste 300 de specii; cele mai multe sunt marine, dar există și unii rechini de apă dulce (ex. în Gange, Zambezi).
Rechinii posedă între cinci și șapte branhii pe fiecare latură a corpului prin care se efectuează respirația. Pielea lor este acoperită de denticuli dermali care îi protejează de leziuni sau paraziți și le asigură o mai bună dinamică în mediul acvatic. O altă caracteristică a rechinilor este că dinții lor sunt substituibili.
Din punct de vedere al dimensiunii lor, rechinii prezintă o mare varietate de la rechinul pigmeu sau Euprotomicrus bispinatus o specie care trăiește în zonele profunde ale mărilor și care măsoară aproximativ 22 de centimetri în lungime până la rechinul-balenă sau Rhincodon typus, cel mai mare pește cunoscut, care poate să atingă o lungime de până la 12 metri și care, precum balenele, se alimentează numai cu plancton. Rechinul-taur, Carcharhinus leucas, este cunoscut pentru capacitatea sa de a înota atât în apă sărată cât și în apele dulci din zonele de deltă.
În anul 2010, 6 persoane au fost omorâte de rechini în întreaga lume.
În schimb, oamenii ucid anual aproximativ 73 de milioane de rechini.

## Etimologie
Până în secolul al XVI-lea, rechinii erau cunoscuți de marinari drept "câini de mare". Etimologia cuvântului "rechin" este incertă, cele mai probabile etimologii afirmă că sensul original al cuvântului era cel al „prădătorului, cel care vânează pe alții” din olandeză schruk, adică "răufăcător, ticălos", care a fost ulterior aplicată peștilor datorită comportamentului lor de prădător.
O teorie dispărută acum este că derivă din limba Yucatec Maya cuvântul xok (pronunțat 'shok'), adică "pește".  Dovezile acestei etimologii au provenit din Dicționarul englezesc Oxford, care reamintește că „rechinul” a intrat în uz după ce marinarii lui Sir John Hawkins au expus unul în Londra în 1569 și au postat "rechin" pentru a se referi la rechinii mari din Marea Caraibilor. Cu toate acestea, Dicționarul englez mijlociu înregistrează o apariție izolată a cuvântului rechin (referindu-se la un pește de mare) într-o scrisoare scrisă de Thomas Beckington în 1442, care exclude o etimologie a Lumii Noi.

## Ordine
Primii rechini au apărut în oceanul planetar acum circa 400 de milioane de ani, în Devonian. Rechinii fac parte din clasa Chondrichthyes, din care fac parte și pisicile-de-mare. În lume există 368 de specii de rechini, împărțite în opt ordine:
- Hexanchiformes: care cuprind două familii și cinci specii. Exemple din acest ordin sunt rechinul-vacă (Notorynchus cepedianus) și rechinul-pescar (Hexanchus griseus).
- Squaliformes: compus din trei familii și 82 de specii. Din acest ordin face parte rechinul pigmeu (Europtomicrus bispinatus), porcul-de-mare (Oxynotus centrina) și rechinul boreal (Somniosus microcephalus).
- Pristoforiformes: sunt rechinii-ferăstrău care au un bot alungit ca o trompă prevăzută cu dinți și pe care o utilizează pentru a tăia prada înainte de a o înghiți.
- Squatiniformes: din acest ordin fac parte rechinii-înger.
- Heterodontiformes: rechinul-cu-corn (Heterodontus francisci) este un reprezentant al acestui ordin.
- Orectolobiformes: din care fac parte rechinul-covor, rechinul-dădacă (Ginglymostoma cirratum) și cel mai mare pește, rechinul-balenă.
- Carchariniformes: care cuprinde 197 de specii cunoscute. În acest ordin se includ rechinul-ciocan (Sphyrna zygaena), rechinul-tigru (Galeocerdo cuvier), și rechinul-cenușiu (Carcharhinus amblyrhynchos).
- Lamniformes: cuprinde șapte familii și 16 specii cunoscute din care fac parte rechinul mako (Isurus oxyrinchus), rechinul-cu-bici (Alopias Vulpinus), rechinul-peregrin (Cetorhinus maximus) și marele rechin alb (Carcharodon carcharias).

Din acest ultim ordin făcea parte și megalodonul (Carcharodon megalodon), specie dispărută, dar care este cunoscută datorită conservării dinților săi (singurele oase propriu-zise ale acestui pește care are un schelet cartilaginos). O reproducere a mandibulei sale a avut ca punct de plecare dimensiunea dinților iar aceasta a sugerat ideea că peștele putea atinge 36 de metri în lungime. Calculele s-au revăzut anterior și s-a ajuns la concluzia că această specie putea atinge în jur de 15 metri.

## Scheletul
Scheletul rechinilor este foarte diferit de scheletul peștilor teleosteni (pești cu schelet osos) sau al vertebratelor terestre. Rechinii, ca și pisicile-de-mare, au un schelet cartilaginos și elastic, un țesut mult mai ușor și mai flexibil decât cel al oaselor.

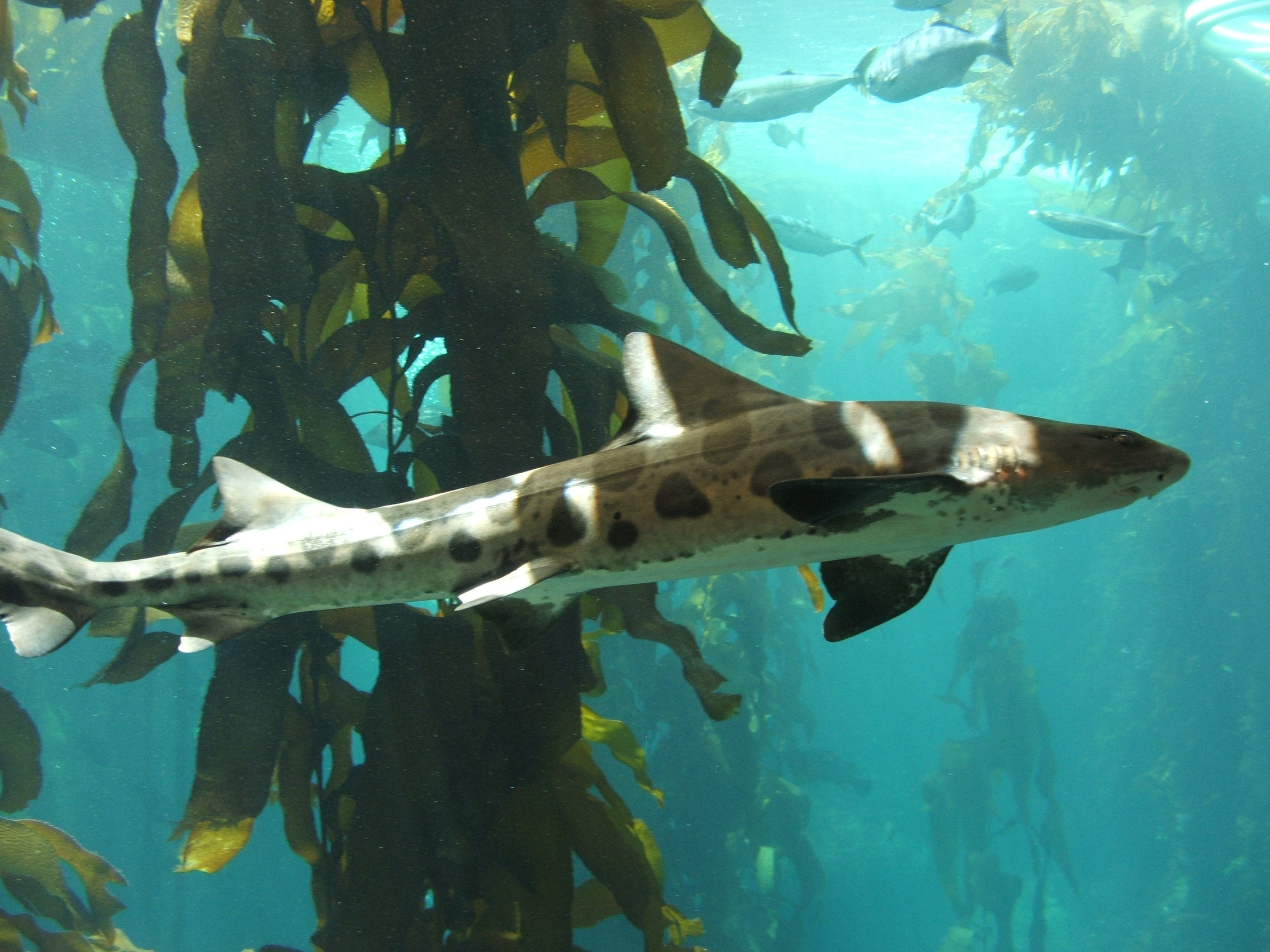
Rechinul-leopard

Ca și la ruda sa apropiată, pisica-de-mare, mandibula rechinului nu este unită de craniu. Mandibula este, ca și vertebrele și arcurile branhiale, un element scheletic care are această structură datorită expunerii la intense tensiuni fizice și este acoperită de un strat de plăci subțiri de formă hexagonală numite tesserae, compuse din cristale de săruri de calciu dispuse sub forma unui mozaic. Acestea conferă mandibulei o rezistență comparabilă cu cea a celor mai dure oase.
În general, există doar un strat de tesserae la nivelul mandibulei, însă la speciile de talie mare cum ar fi rechinul-taur sau rechinul-alb, s-au găsit două, trei, în unele cazuri, chiar mai mult de trei straturi, depinzând de mărimea corpului. Mandibula unui exemplar mare de rechin-alb poate avea chiar cinci straturi de tesserae.
Cartilajul botului este spongios și flexibil. Această particularitate are menirea de a diminua puterea impacturilor.
Tot timpul vieții lui, de fiecare dată când unui rechin îi cade un dinte mușcând dintr-o pradă tare, un nou dinte îi crește rapid în loc.
Scheletul înotătoarelor este alungit și întărit de o serie de filamente elastice nesegmentate numite ceratotrihii compuse dintr-o proteină asemănătoare cheratinei din țesutul cornos din care este format părul și penele.